# Gamla Herrgården

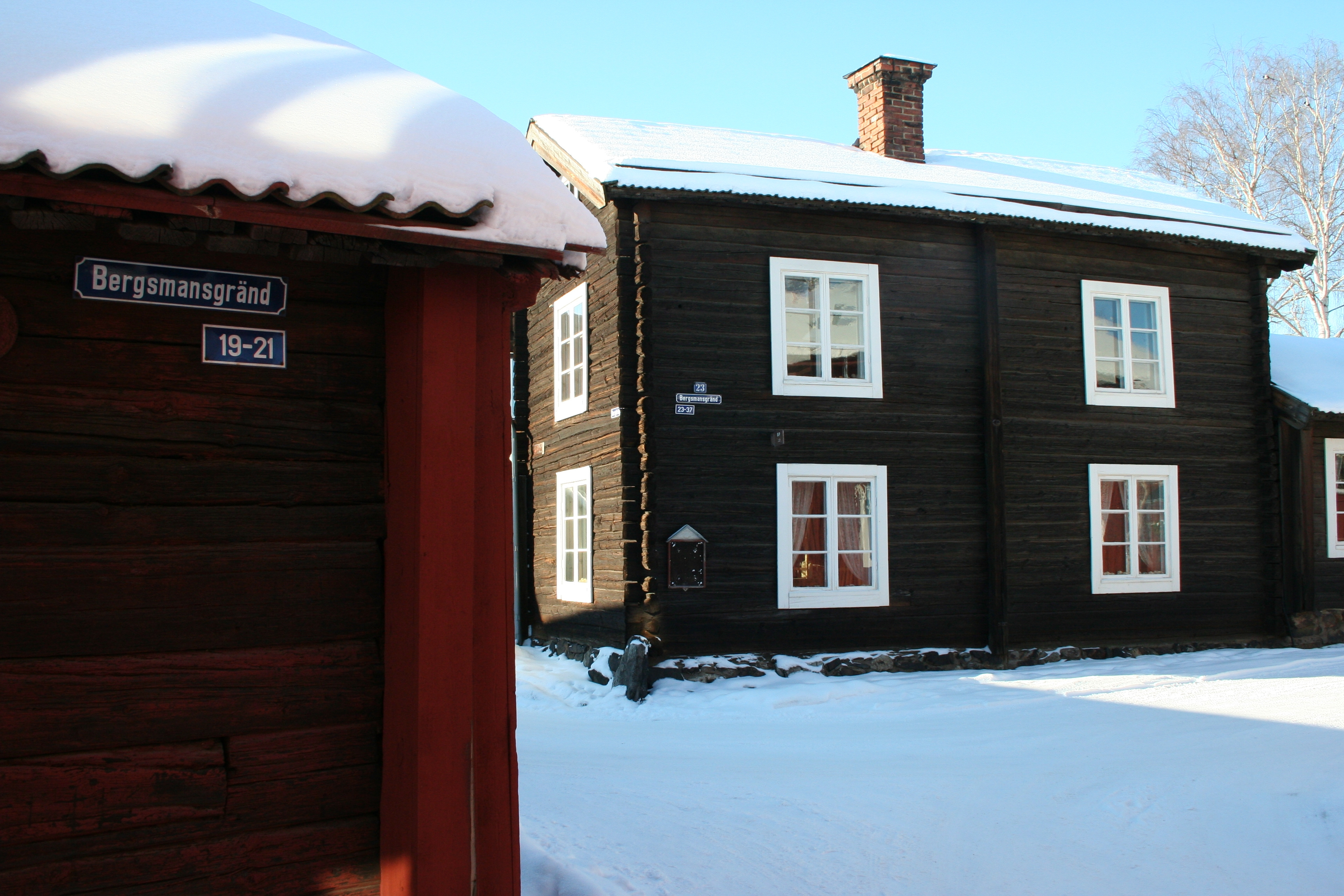
Vass Britas gård i Gamla Herrgården.

Gamla Herrgården är en stadsdel i den gamla trästaden Falun som ligger på västra sidan, den så kallade gruvliga sidan, av Faluån norr om Nybrogatan.

## Historia
Platsen där Gamla Herrgården idag ligger omnämns redan på 1300-talet och är en av de tidigast bebyggda i Falun. Kronan drev här sitt eget hyttbruk på 1500-talet, Borns hyttegård. Idag finns byggnader från 1500-talet och framåt i området. Ett välbevarat exempel är Vass Britas gård, som är en gruv- och hyttarbetargård från 1600-talet.
Stadsdelen har till viss del kvar sin medeltida karaktär, och Hanrövägen är sannolikt Faluns äldsta genomfartsled, men stadsdelen blev hårt åtgången under de omfattande rivningarna på 1960-talet. 